# Llista d'obres d'Akira Kurosawa

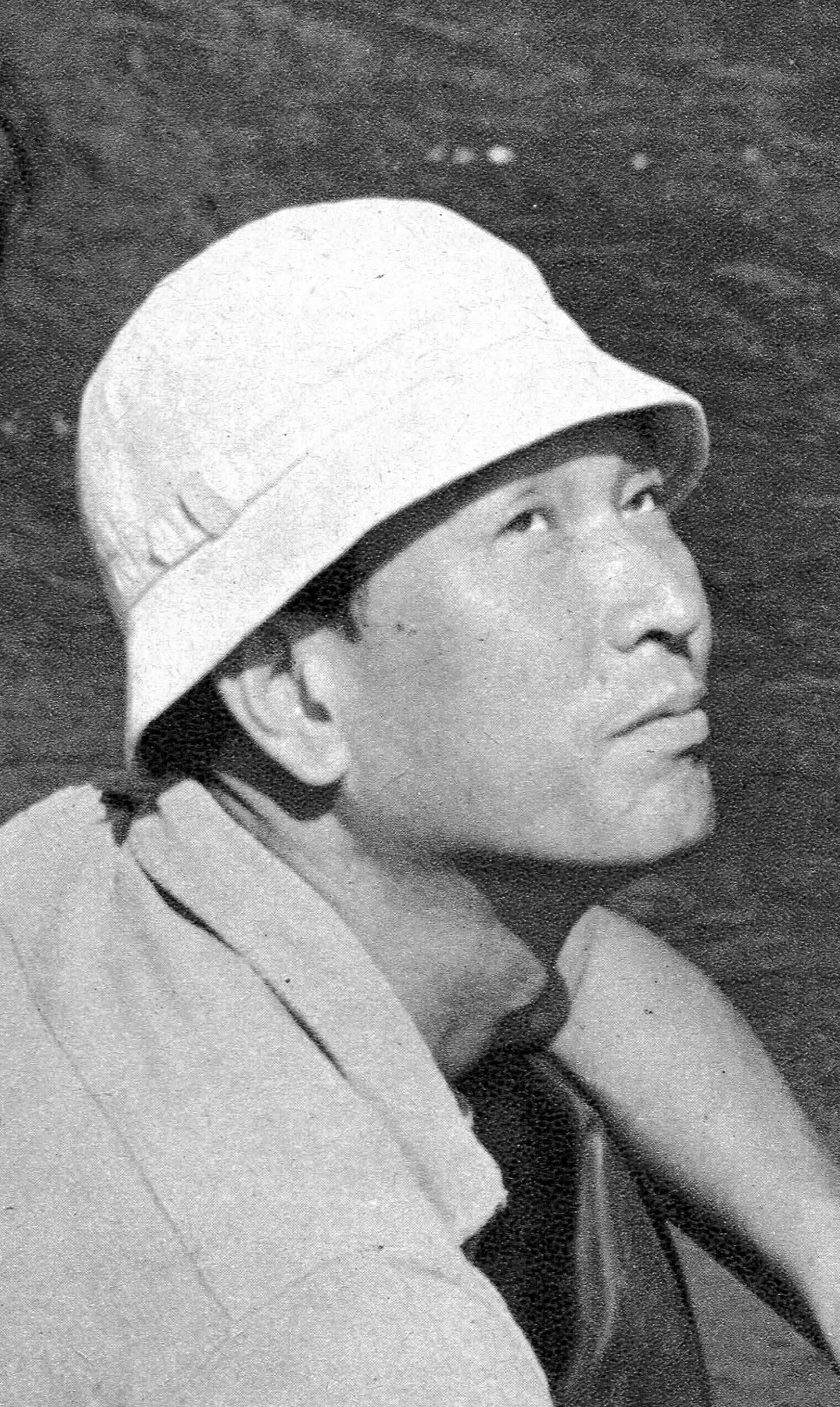
Kurosawa el 1953.

Aquesta és una llista d'obres d'Akira Kurosawa tant de pel·lícules com d'altres obres, perquè aquest director japonès té una considerable producció creativa. Això inclou una llista completa de pel·lícules en la que va col·laborar que inclou també en les que va fer d'ajudant de direcció (abans d'esdevenir director ple), així com altres participacions menys conegudes en el món del teatre, la televisió i la literatura.

## Filmografia

### Com a director
| Any  | Títol                                    | Japonès            | Romanització                 |
| ---- | ---------------------------------------- | ------------------ | ---------------------------- |
| 1943 | Sanshiro Sugata (Judo Saga)              | 姿三四郎           | Sugata Sanshirō              |
| 1944 | La més bella                             | 一番美しく         | Ichiban utsukushiku          |
| 1945 | Sanshiro Sugata II part (Judo Saga 2)    | 續姿三四郎         | Zoku Sugata Sanshirō         |
| 1945 | Els homes que trepitgen la cua del tigre | 虎の尾を踏む男達   | Tora no o wo fumu otokotachi |
| 1946 | No enyorem la joventut                   | わが青春に悔なし   | Waga seishun ni kuinashi     |
| 1947 | Un diumenge meravellós                   | 素晴らしき日曜日   | Subarashiki nichiyōbi        |
| 1948 | L'àngel ebri                             | 酔いどれ天使       | Yoidore tenshi               |
| 1949 | El Duel Tranquil                         | 静かなる決闘       | Shizukanaru kettō            |
| 1949 | El gos rabiós                            | 野良犬             | Nora inu                     |
| 1950 | Escàndol                                 | 醜聞               | Sukyandaru (ShūPanet)        |
| 1950 | Rashomon                                 | 羅生門             | Rashōmon                     |
| 1951 | L'Idiota                                 | 白痴               | Hakuchi                      |
| 1952 | Ikiru (Viure)                            | 生きる             | Ikiru                        |
| 1954 | Els set samurais                         | 七人の侍           | Shichinin no Samurai         |
| 1955 | Visc amb por                             | 生きものの記録     | Ikimono no kiroku            |
| 1957 | Tron de Sang                             | 蜘蛛巣城           | Kumonosu-jō                  |
| 1957 | Baixos fons                              | どん底             | Donzoko                      |
| 1958 | La fortalesa amagada                     | 隠し砦の三悪人     | Kakushi toride no san akunin |
| 1960 | El Son Dolent Bé                         | 悪い奴ほどよく眠る | Warui yatsu hodo yoku nemuru |
| 1961 | Mercenari (El guardaespatlles)           | 用心棒             | Yōjinbō                      |
| 1962 | Sanjurō                                  | 椿三十郎           | Tsubaki Sanjūrō              |
| 1963 | Cel i infern                             | 天国と地獄         | Tengoku to jigoku            |
| 1965 | Barba-roja                               | 赤ひげ             | Akahige                      |
| 1970 | Dodes'ka-den                             | どですかでん       | Dodesukaden                  |
| 1975 | Dersu Uzala                              | デルス・ウザーラ   | Derusu Uzāra                 |
| 1980 | Kagemusha (El guerrer a l'ombra)         | 影武者             | Kagemusha                    |
| 1985 | Ran                                      | 乱                 | Ran                          |
| 1990 | Somnis                                   | 夢                 | Yume                         |
| 1991 | Rapsòdia a l'agost                       | 八月の狂詩曲       | Hachigatsu no kyōshikyoku    |
| 1993 | Madadayo (Encara no)                     | まあだだよ         | Mādadayo                     |

Existeix una pel·lícula documental sobre el teatre Noh, Gendai no No (Modern Noh), que va començar durant una parada en la realització de Ran, però que va abandonar després d'uns cinquanta minuts de filmació, estava acabant-se segons el guió i notes de Kurosawa.

### Com a productor
Nota: les dades per la resta d'aquesta filmografia deriva principalment de la filmografia completa de Kurosawa que va elaborar el biògraf, Stuart Galbraith IV, complementada amb la pàgina sobre Kurosawa de l'IMDB.
En les següents pel·lícules que Kurosawa havia dirigit, també apareixia en els crèdits com a productor:
- El gos rabiós (productor associat)
- Tron de sang (coproductor)
- Baixos fons (productor)
- La fortalesa amagada (coproductor)
- Els malvats dormen en pau (coproductor)
- Yojimbo (productor associat)
- Sanjuro (productor associat)
- El cel i l'infern (productor associat)
- Barba-roja (productor associat)
- Dodesukaden (productor, productor executiu)
- Kagemusha (productor)

A més a més, Kurosawa apareixia en el crèdit de producció d'una pel·lícula que no va dirigir: Haru cap tawamure (1949) (Primavera Flirtation), escrita i dirigida per Kajiro Yamamoto, en la que feia de productor associat.

### Com a guionista
Kurosawa va escriure o coescriure els guions de totes les pel·lícules que ell va dirigir. Però també va escriure guions per a altres directors japonesos al llarg dels anys 40, els anys 50 i una part dels 60, molt després que ja era mundialment famós. També va treballar en els guions de dues produccions de Hollywood que havia de dirigir però, que per diverses raons, ho van fer altres directors (tot i que sembla que va filmar algunes escenes de Tora tora tora!, però aquestes imatges s'han perdut). Finalment, prop del final de la seva vida, va escriure guions que pretenia realitzar però no va viure per poder-ho fer i, posteriorment, ho van fer altres directors. A continuació es presenta una taula amb tots aquests guions; tots els títols són produccions japoneses i tan sols s'indiquen les excepcions.
| Any  | Títol original                                        | Títol anglès (Títol internacional)                                  | Director(s)                                       | Guionista col·laborador(s)                                                                           |
| ---- | ----------------------------------------------------- | ------------------------------------------------------------------- | ------------------------------------------------- | --- |
| 1941 | Uma (no acreditada)                                   | Horse                                                               | Kajirō Yamamoto                                   | Kajirō Yamamoto                                                                                      |
| 1942 | Seishun no kiryū                                      | Wind Currents of Youth                                              | Shū Fushimizu                                     | Cap                                                                                                  |
| 1942 | Tsubasa no gaika                                      | The Triumphant Song of the Wings                                    | Satsuo Yamamoto                                   | Bonhei Sotoyama                                                                                      |
| 1944 | Dohyōsai                                              | Wrestling-Ring Festival                                             | Santaro Marune                                    | Cap                                                                                                  |
| 1945 | Tenbare Isshin tasuke                                 | Bravo! Tenbare Isshin                                               | Kiyoshi Saeki                                     | Cap                                                                                                  |
| 1947 | Yotsu no koi cap monogatari (dai ichi-wa Hatsukoi)    | Four Love Stories (la part, First Love)                             | Shirō Toyoda                                      | Cap                                                                                                  |
| 1947 | Ginrei no hate                                        | To the End of the Snow-Capped Mountains (Snow Trail)                | Senkichi Taniguchi                                | Senkichi Taniguchi                                                                                   |
| 1948 | Shōzō                                                 | The Portrait                                                        | Keisuke Kinoshita                                 | Cap                                                                                                  |
| 1949 | Jigoku no kifujin                                     | The Lady from Hell                                                  | Motoyoshi Oda                                     | Motosake Nishikame                                                                                   |
| 1949 | Jyakoman to Tetsu                                     | Jakoman and Tetsu                                                   | Senkichi Taniguchi                                | Senkichi Taniguchi                                                                                   |
| 1950 | Akatsuki no dassō                                     | Escape at Dawn                                                      | Senkichi Taniguchi                                | Senkichi Taniguchi                                                                                   |
| 1950 | Jiruba no Tetsu                                       | Tetsu of Jilba                                                      | Isamu Kosugi                                      | Goro Tanada                                                                                          |
| 1950 | Tateshi danpei                                        | Fencing Master                                                      | Masahiro Makino                                   | Cap                                                                                                  |
| 1951 | Ai A nikushimi no kanata e                            | Beyond Love and Hate                                                | Senkichi Taniguchi                                | Senkichi Taniguchi                                                                                   |
| 1951 | Kedamono no yado                                      | The Den of Beasts                                                   | Tatsuyasu Osone                                   | Cap                                                                                                  |
| 1952 | Araki Mataemon: Kettô kagiya no tsuji                 | Mataemon Araki – Duel at Keymakers' Corner (Vendetta for a Samurai) | Kazuo Mori                                        | Cap                                                                                                  |
| 1952 | Sengoku burai                                         | Vagabonds in a Country at War (Sword for Hire)                      | Hiroshi Inagaki                                   | Hiroshi Inagaki                                                                                      |
| 1953 | Fukeyo harukaze                                       | Blow! Spring Wind (My Wonderful Yellow Car)                         | Senkichi Taniguchi                                | Senkichi Taniguchi                                                                                   |
| 1955 | Kieta chūtai                                          | Vanished Enlisted Man                                               | Akira Mimura                                      | Ryuzo Kikushima                                                                                      |
| 1955 | Asunaro monogatari                                    | Hiba Arborvitae Story (Tomorrow I'll Be a Fire Tree)                | Hiromichi Horikawa                                | Cap                                                                                                  |
| 1957 | Nichiro sensō shōCap hishi - Tekichū ōdan sanbyaku ri | Three Hundred Miles Through Enemy Lines (Advance Patrol)            | Kazuo Mori                                        | Hideo Oguni                                                                                          |
| 1959 | Sengoku guntō-den                                     | The Story of Robbers of the Civil Wars (Saga of the Vagabonds)      | Toshio Sugie                                      | Cap                                                                                                  |
| 1962 | Tateshi danpei                                        | Fencing Master                                                      | Harumi Mizuho                                     | Cap                                                                                                  |
| 1964 | Jyakoman A Tetsu                                      | Jakoman and Tetsu                                                   | Kinji Fukasaku                                    | Senkichi Taniguchi                                                                                   |
| 1965 | Sugata Sanshirō                                       | Sanshirō Sugata                                                     | Sei-ichirō Uchikawa                               | Cap                                                                                                  |
| 1970 | Tora tora tora! (EUA)                                 | Tora! Tora! Tora!(no acreditat)                                     | Richard Fleischer, Toshio Masuda i Kinji Fukasaku | Seqüències japoneses: Hideo Oguni i Ryuzo Kikushima; seqüències americanes: Larry Forrester          |
| 1985 | Runaway Tren (EUA)                                    | Runaway Tren (no acreditat)                                         | Andrei Konchalovsky                               | Djordje Milicevic, Paul Zindel i Edward Bunker (basat en el guió d'AK, Hideo Oguni i Ryuzo Kikushima |
| 2000 | Ame Agaru                                             | After the Rain                                                      | Takashi Koizumi                                   | Cap                                                                                                  |
| 2000 | Dora-heita                                            | Alley Cat                                                           | Kon Ichikawa                                      | Kon Ichikawa, Keisuke Kinoshita i Masaki Kobayashi ("El Club dels Quatre Cavallers")                 |
| 2002 | Umi wa miteita                                        | The Sea Was Watching                                                | Kei Kumai                                         | Cap                                                                                                  |

A més a més, Kurosawa va escriure els següents guions no produïts, va compondre durant el pre-període de guerra en el 1930s i també el wartime període en el 1940s, tampoc quan sigui encara un director d'ajudant o només hi havia graduat a director ple. Alguns d'aquests va guanyar premis en screenwriting competicions, establint la seva reputació com a talent prometedor fins i tot encara que mai van ser va filmar.
- Deruma-dera no doitsujin – A German at Daruma Temple
- Shizukanari – All Is Quiet
- Yuki – Snow
- Mori no senichia – A Thousand and One Nights in the Forest
- Jajauma monogatari – The Story of a Bad Horse
- Dokkoi kono yari – The Lifted Spear
- San Paguita no hana – The San Pajuito Flower
- Utsukishiki koyomi – Beautiful Calendar
- Daisan hatoba – The Third Harbor

### Com a ajudant de direcció
| Any                                                                                            | Romanization del títol japonès                                                               | Títol anglès                    | Director                                                                       | Crèdit (Kurosawa) |
| ---------------------------------------------------------------------------------------------- | -------------------------------------------------------------------------------------------- | ------------------------------- | ------------------------------------------------------------------------------ | ----------------- |
| 1936                                                                                           |                                                                                              |                                 |                                                                                |                   |
| Shojo Hanazono                                                                                 | Paradise of the Virgin Flowers                                                               | Shigeo Yagura                   | Tercer ajudant de direcció                                                     |                   |
| Enoken no senman chōja                                                                         | Enoken's Ten Million (The Millionaire o Enoken the Millionaire)                              | Kajirō Yamamoto                 | Tercer ajudant de direcció                                                     |                   |
| Zoku Enoken no senman chōja                                                                    | Enoken's Ten Million Sequel                                                                  | Kajirō Yamamoto                 | Tercer ajudant de direcció                                                     |                   |
| Tōkyō rapusodi                                                                                 | Tokyo Rhapsody                                                                               | Shū Fushimizu                   | Tercer ajudant de direcció                                                     |                   |
| 1937                                                                                           |                                                                                              |                                 |                                                                                |                   |
| Sengoku guntō-den – Dai ichibu Tora-ōkami (Sengoku guntō-den – Zenpen Tora-ōkami)              | Saga of the Vagabonds – Part I: Tiger-wolf                                                   | Eisuke Takizawa                 | Tercer ajudant de direcció                                                     |                   |
| Sengoku guntō-den – Dai nibu Akatsuki no zenhin (Sengoku guntō-den – Kōhen Akatsuki no zenhin) | Saga of the Vagabonds – Part Two: Forward at Dawn                                            | Eisuke Takizawa                 | Tercer ajudant de direcció                                                     |                   |
| Otto no teisō – Haru kureba (Otto no teisō – Zenpen Haru kureba)                               | A Husband's Chastity – If Spring Comes                                                       | Kajirō Yamamoto                 | Tercer ajudant de direcció                                                     |                   |
| Otto no teisō – Aki futatabi (Otto no teisō – Kōhen Aki futatabi)                              | A Husband's Chastity – Fall Again                                                            | Kajirō Yamamoto                 | Tercer ajudant de direcció                                                     |                   |
| Nihon josei dokuhon                                                                            | Japanese Women's Textbook                                                                    | Kajirō Yamamoto (Volum I només) | Tercer ajudant de direcció (Volum I)                                           |                   |
| Nadare                                                                                         | Allau                                                                                        | Mikio Naruse                    | Ajudant de direcció                                                            |                   |
| Enoken no chakkiri Kinta – Zenpen Mamayo sandogasa: Ikiha yoiyoi                               | Enoken's Chikiri Kinta Part 1 – Momma, the Hat: The Nice Way                                 | Kajirō Yamamoto                 | Tercer ajudant de direcció                                                     |                   |
| Enoken no chakkiri Kinta – Kōhen (kaeri wa Kowai mateba hiyori)                                | Enoken's Chikiri Kinta Part 2 – Returning Is (Scary, but the Weather Will Clear If You Wait) | Kajirō Yamamoto                 | Tercer ajudant de direcció                                                     |                   |
| Utsukushiki taka                                                                               | The Beautiful Hawk                                                                           | Kajirō Yamamoto                 | Ajudant en cap del director                                                    |                   |
| 1938                                                                                           |                                                                                              |                                 |                                                                                |                   |
| Chinetsu                                                                                       | Subterranean Heat                                                                            | Eisuke Takizawa                 | Ajudant en cap del director                                                    |                   |
| Tōjūrō no koi                                                                                  | Tojuro's Love                                                                                | Kajirō Yamamoto                 | Ajudant en cap del director                                                    |                   |
| Tsuzurikata kyōshitsu                                                                          | Composition Class                                                                            | Kajirō Yamamoto                 | Ajudant en cap del director                                                    |                   |
| Enoken no bikkuri jinsei                                                                       | Enoken's Surprising Life                                                                     | Kajirō Yamamoto                 | Ajudant en cap del director                                                    |                   |
| 1939                                                                                           |                                                                                              |                                 |                                                                                |                   |
| Enoken no gatchiri jidai                                                                       | Enoken's Shrewd Period                                                                       | Kajirō Yamamoto                 | Ajudant en cap del director                                                    |                   |
| Chūshingura – Kōhen                                                                            | Chushingura Part 2                                                                           | Kajirō Yamamoto                 | Ajudant en cap del director                                                    |                   |
| Nonki Yokochō                                                                                  | Carreró fàcil                                                                                | Kajirō Yamamoto                 | Ajudant en cap del director                                                    |                   |
| 1940                                                                                           |                                                                                              |                                 |                                                                                |                   |
| Roppa no shinkon ryokō                                                                         | Roppa's Honeymoon                                                                            | Kajirō Yamamoto                 | Ajudant en cap del director                                                    |                   |
| Enoken no zangiri Kinta                                                                        | Enoken's Cropped Kinta                                                                       | Kajirō Yamamoto                 | Ajudant en cap del director                                                    |                   |
| Songokū – Zenpen                                                                               | Songoku Part 1                                                                               | Kajirō Yamamoto                 | Ajudant en cap del director                                                    |                   |
| Songokū – Zenpen                                                                               | Songoku Part 1                                                                               | Kajirō Yamamoto                 | Ajudant en cap del director                                                    |                   |
| 1941                                                                                           |                                                                                              |                                 |                                                                                |                   |
| Uma                                                                                            | Horse                                                                                        | Kajirō Yamamoto                 | Segon director d'unitat (també editor, coguionista i codirector (no acreditat) |                   |

### Com a editor
Kurosawa ha editat totes les seves pel·lícules, encara que només ocasionalment va aparèixer en els crèdits de pantalla. Hi ha, tanmateix, només uns quants casos en els que va editar l'obra d'altres directors. Són les pel·lícules següents:
- Horse (1941) (Uma), dirigida per Kajiro Yamamoto (també segon director d'unitat, i no acreditat com a coescriptor i codirector)
- Snow Trail (1947) (Ginrei no hate), dirigida i coeditada per Senkichi Taniguchi (també coescriptor)
- The Hiba Arborvitae Story (1955) (Asunaro monogatari) (també coescriptor), per Hiromichi Horikawa
- Legacy of the 500,000, AKA 500,000 (1963) (Gojuman-nin no isan) (no acreditat), dirigida per Toshirō Mifune[note 10][3][6]

Durant la segona meitat dels anys 40, sembla que és l'únic moment de la seva carrera que Kurosawa s'implicà en diversos projectes teatrals.
- Shaberu (Talking) – El 1945, immediatament després de la guerra, Kurosawa va escriure una obra d'un sol acte titulada Talking ("Parlant"), per, en les seves paraules, la "Kawaguchi troupe" (suposadament pel reconegut dramaturg Matsutarō Kawaguchi, qui destacava en aquell temps i que també treballava en la indústria del cinema). El personatge central del drama és un comerciant de peixos que, durant la guerra, admira enormement el primer ministre Hideki Tojo. Emulant el seu heroi patriarcal, el comerciant interpreta el tirà a casa, però quan finalitza la guerra, els membres de la família enutjats li retreuen les seves grans queixes. Kurosawa la va descriure com ""un tractament còmic de ... els japonesos quan tots comencen a parlar alhora", perquè "nosaltres que no havíem pogut expressar res del que pensàvem fins aleshores [el final de la guerra] tots van començar a parlar immediatament.[7][8][9]
- Yoidore Tenshi (L'àngel ebri) – Durant la vaga Toho del 1948, quan Kurosawa no va poder treballar, va escriure i va dirigir una adaptació escènica de la seva aclamada pel·lícula de 1948, en la que Takashi Shimura i Toshiro Mifune interpretaven els mateixos papers que a la pel·lícula. La producció va durar poc temps en diverses ciutats japoneses, aparentment amb un gran èxit.[10][11]
- Predlozhenia (A Marriage Proposal) ("Una proposta de matrimoni") d'Anton Txékhov – També durant la vaga de Toho, Kurosawa va dirigir una producció d'aquesta popular farsa xinesa. No es coneix ni els actors que van protagonitzar-la, ni la seva recepció per part del públic.[10]

## Televisió i llibres
Poc abans de la realització teatral de Dodes'ka-den, Kurosawa dirigí un documental per a la televisió sobre cavalls anomenat Uma no Uta ("Cançó del cavall") que va ser transmès al Japó el 31 d'agost de 1970. Tot i així, Kurosawa evitava treballar a la televisió. Es coneix ben poca cosa d'aquest documental i, l'agost del 2010, no estava disponible en cap format de reproducció domèstica.
Pel que fa als llibres, abans de fer el guió de la seva pel·lícula Nora inu (El gos rabiós, 1949), Kurosawa escrigué en unes sis setmanes una novel·la basada en la mateixa història (presumiblement anomenada també Nora inu), però que mai es va publicar. Estava escrita dins l'estil d'un dels seus escriptors favorits, el francès Georges Simenon. Creia que escriure el llibre l'ajudaria a compondre el guió més ràpidament, però va descobrir el guió costava fins i tot més del que era habitual degut a les grans diferències entre la literatura i el cinema.
El 1980, inspirant-se en les memòries d'un dels seus referents, Jean Renoir, va començar a publicar en sèrie la seva autobiografia, titulada Gama no abura ("Un gripau greixós"). El llibre tracta el període que va des del seu naixement fins al 1951 quan va guanyar el Lleó Daurat amb Rashōmon al Festival Internacional de Cinema de Venècia; el període de 1951 a 1980 no queda recollit. El títol del llibre fa referència a una llegenda segons la qual, si un col·loca un gripau deformat en una caixa plena de miralls, quedarà tan temorós de veure el seu propi reflex que començarà a suar i aquesta suor, presumptament, té propietats medicinals. Així, Kurosawa es compara amb el gripau, ja que està nerviós pel fet d'haver de contemplar-se a si mateix, a través del procés d'escriure la seva pròpia història, i realitzar múltiples reflexions. Va sortir publicat com a llibre al Japó el 1981 i, l'any següent, la traducció anglesa amb el títol Something Like a Autobiography. L'aparició del llibre va coincidir amb la reactivació de l'interès per l'obra de Kurosawa després de l'estrena internacional de Kagemusha.
El 1999, el seu llibre Yume wa tensai de aru (Un somni és un geni) va ser publicat pòstumament. No ha estat traduït a l'anglès, excepte el tercer capítol que consisteix en una selecció de les 100 pel·lícules favorites del director ordenades cronològicament, amb comentaris detallats sobre cada pel·lícula; es va fer una donació a petició de la filla de Kurosawa, Kazuko. Com que, deliberadament, la llista es limita a una pel·lícula per director, es considera més una llista de "directors preferits" que de "grans pel·lícules". Aquest capítol, però no la resta del llibre, es pot trobar en anglès a internet.
El 1999, l'editorial Shogakukan va publicar l'obra Complete Drawings amb tots els seus dibuixos (amb text en japonès).
També s'han publicat en anglès els guions de moltes de les pel·lícules de Kurosawa.